# Esai Morales
Esai Morales (Nueva York; 1 de octubre de 1962) es un actor estadounidense de origen puertorriqueño. Es conocido por sus papeles en Caprica, Ozark, NYPD Blue y La Bamba, entre otros.

## Biografía
Nacido en Brooklyn, Nueva York, con ascendencia puertorriqueña. Su padre era soldador y su madre sindicalista en la International Ladies' Garment Workers' Union. Se interesó desde joven por la actuación, y, queriendo dedicarse a ello, se graduó en el High School of Performing Acts
Gracias a su familia de origen puertorriqueño, habla español fluidamente.

## Carrera
Sus primeras actuaciones fueron en el teatro y la televisión, siendo su primera película Bad Boys en 1983. 
En 1986, coprotagonizaría con Burt Lancaster una miniserie llamada On Wings of Eagles y saldría en Miami Vice, The Equalizer, Fama y 24.
En 1987, en La bamba, interpretó a Bob Morales, el presidiario medio hermano de la estrella del rock Ritchie Valens.
Algunos de sus papeles han mostrado sus intereses sociopolíticos, como los de The Burning Season, Mi familia, Muerte en Granada o Southern Cross. En estas tres últimas películas, junto con otras como Bloodhounds of Broadway, Rapa Nui, va adquiriendo un papel más protagónico. 
En estos años, tendría apariciones como estrella invitada en episodios sueltos de The Outer Limits y Tales from the Crypt entre otras series, aparte de interpretar a un personaje principal de NYPD Blue durante tres temporadas y media. 
En 2008, aparecería en Caprica, precuela de Battlestar Galactica. 
En 2011, tendría papeles relevantes en Gun Hill Road y Los Americans. 
En 2015, aparecería como personaje principal en la segunda temporada de From Dusk till Dawn: The Series. 
En 2017, saldría en Ozark y How to Get Away with Murder. 
En 2019, fue protagonista de The Wall of Mexico y apareció en Titanes como el antagonista de la segunda temporada, Deathstroke.

## Vida personal
Es vegetariano. Lleva años con su novia, Elvimar Silva, con quien tuvo una hija en 2010, Mariana Oliveira.

### Honores
En 2005, junto a Mercedes Ruehl, recibió el Premio HOLA Rita Moreno a la Excelencia de la Hispanic Organization of Latin Actors.
En 2015, recibió un premio al trabajo de toda una vida de manos de la Fundación ARPA por su impacto como actor y por ser un modelo de conducta.
En 2018, ejerció de gran mariscal en el Desfile Nacional de Puerto Rico.
La National Hispanic Foundation for the Arts que él mismo fundó le concedió asimismo el premio Horizon.

### Activismo
Ha seguido los pasos de su madre en el activismo. Se autodefine como "actorvista", luchando porque los actores latinos tengan una mayor representación en las producciones estadounidenses y por evitar que se vean encasillados y que sean meros estereotipos, usados para aligerar el drama. En este sentido, creó junto a los actores Jimmy Smits, Sônia Braga y Merel Julia y junto al abogado Felix Sanchez la National Hispanic Foundation for the Arts, que promueve iniciativas para dar una mayor representatividad a los actores hispanos.

### Filantropía
A lo largo de su carrera, ha hecho más de 20 campañas de concienciación con carácter filantrópico, desde campañas contra el SIDA a campañas contra el tabaco.
Además, es miembro fundador de Earth Communications Office (ECO), una organización no lucrativa que promueve programas medioambientales.

## Filmografía

### Películas
| Año  | Título                                               | Papel                 | Notas                                                                                      |
| ---- | ---------------------------------------------------- | --------------------- | ------------------------------------------------------------------------------------------ |
| 1982 | Forty Deuce                                          | Mitchell              |                                                                                            |
| 1983 | Bad Boys                                             | Paco Moreno           |                                                                                            |
| 1986 | On Wings Of Eagles                                   | Rashid                |                                                                                            |
| 1986 | Rainy Day Friends                                    | Neekos Valdez         |                                                                                            |
| 1987 | La bamba                                             | Robert "Bob" Morales  |                                                                                            |
| 1987 | El rector                                            | Raymi Rojas           |                                                                                            |
| 1989 | Bloodhounds of Broadway                              | Handsome Jack         |                                                                                            |
| 1990 | Tango desnudo                                        | Zico Borenstein       |                                                                                            |
| 1990 | Amazon                                               | Jack                  | No sale en los créditos                                                                    |
| 1992 | Ultraviolet                                          | Nicholas Walker       |                                                                                            |
| 1992 | Freejack                                             | Ripper                |                                                                                            |
| 1993 | The Waiter                                           | Julius                |                                                                                            |
| 1993 | Living and Working in Space: The Countdown Has Begun | Kenny                 | Directa a vídeo                                                                            |
| 1994 | Rapa Nui                                             | Make                  |                                                                                            |
| 1994 | No lo hagas                                          | Charles               |                                                                                            |
| 1994 | In the Army Now                                      | Sargento Stem         |                                                                                            |
| 1995 | Mi familia                                           | Chucho                |                                                                                            |
| 1996 | Livers Ain't Cheap                                   | Collin                |                                                                                            |
| 1996 | Dog Watch                                            | Murrow                | Directa a vídeo                                                                            |
| 1996 | Scorpion Spring                                      | Astor                 |                                                                                            |
| 1997 | Muerte en Granada                                    | Ricardo               | Nominado al Premio Alma                                                                    |
| 1998 | The Wonderful Ice Cream Suit                         | Dominguez             |                                                                                            |
| 1999 | Southern Cross                                       | Philip Solano         |                                                                                            |
| 2000 | American Virgin                                      | Jim el director       |                                                                                            |
| 2000 | Spin Cycle                                           | Nickens               |                                                                                            |
| 2000 | Doomsday Man                                         | Mike                  | También fue director de la segunda unidad                                                  |
| 2002 | Las aventuras de pulgarcito y Pulgarcita             | Ratón Vergas (voz)    | Directa a vídeo                                                                            |
| 2002 | Paid in Full                                         | Lulu                  |                                                                                            |
| 2005 | Once Upon a Wedding                                  | Pineda                |                                                                                            |
| 2005 | American Fusion                                      | Jose                  | Ganador del premio al mejor actor del VC Film Fest Los Angeles Asian Pacific Film Festival |
| 2006 | The Virgin of Juárez                                 | Padre Herrera         |                                                                                            |
| 2006 | Fast Food Nation                                     | Tony                  |                                                                                            |
| 2006 | How to Go Out on a Date in Queens                    | Frankie               |                                                                                            |
| 2008 | Kill Kill Faster Faster                              | Markie                |                                                                                            |
| 2008 | La línea                                             | Pelón                 |                                                                                            |
| 2010 | Cherry                                               | Wes                   |                                                                                            |
| 2010 | King of the Avenue                                   | Natas                 |                                                                                            |
| 2010 | The Town                                             | Agente del FBI Marcus |                                                                                            |
| 2011 | Gun Hill Road                                        | Enrique               | - Premio a mejor actor estadounidense de FilmOut San Diego                                 |
| 2012 | Atlas Shrugged: Part II                              | Francisco d'Anconia   |                                                                                            |
| 2012 | Seattle Superstorm                                   | Tom Reynolds          |                                                                                            |
| 2013 | Playin' for Love                                     | Jose Marti            |                                                                                            |
| 2014 | Jarhead 2: Field of Fire                             | Capitán Jones         | Directa a vídeo                                                                            |
| 2015 | Spare Parts                                          | Sr. Santillan         | Nominado al premio a mejor actor secundario de Imagen Foundation                           |
| 2016 | Never Back Down: No Surrender                        | Hugo Vega             | Directa a vídeo                                                                            |
| 2018 | Superfly                                             | Adalberto Gonzalez    |                                                                                            |
| 2018 | Imprisoned                                           | Gobernador Mandera    |                                                                                            |
| 2019 | The Wall of Mexico                                   | Henry Arista          |                                                                                            |
| 2022 | Master Gardener                                      | Oscar Neruda          |                                                                                            |
| 2022 | The Latin from Manhattan                             | Papi                  |                                                                                            |
| 2023 | Misión Imposible: Sentencia Mortal - Parte 1         | Gabriel               |                                                                                            |
| 2025 | Misión imposible: Sentencia final                    | Gabriel               |                                                                                            |

### Series
| Año           | Título                                         | Papel                              | Notas                                                                                          |
| ------------- | ---------------------------------------------- | ---------------------------------- | ---------------------------------------------------------------------------------------------- |
| 1982          | ABC Afterschool Special                        | Miguel Rados                       | Episodio "The Great Love Experiment"                                                           |
| 1985          | The Equalizer                                  | Agente Miguel Canterra             | Episodio "Lady Cop"                                                                            |
|               | Fama                                           | George                             | Episodio "Savage Streets"                                                                      |
| 1985-1987     | Miami Vice                                     | Pete Romano / Felipe Cruz          | 2 episodios                                                                                    |
| 1986          | On Wings of Eagles                             | Rashid                             | Miniserie                                                                                      |
| 1989          | The Twilight Zone                              | Jesse Cardiff                      | Episodio "A Game of Pool"                                                                      |
| 1991-1992     | La leyenda del Príncipe Valiente               | N/a (voz)                          | 2 episodios                                                                                    |
| 1992          | Bay City Story                                 | Jim Duran                          | Película para televisión                                                                       |
| 1994          | The Burning Season                             | Jair                               | Película para televisión                                                                       |
|               | Tales from the Crypt                           | Puck                               | Episodio "The Bribe"                                                                           |
| 1995          | Deadlocked: Escape from Zone 14                | Tony Archer                        | Película para televisión                                                                       |
| 1996          | Dying to Be Perfect: The Ellen Hart Pena Story | Federico Peña                      | Película para televisión                                                                       |
| 1997          | The Outer Limits                               | Frank Kelton                       | Episodio "Heart's Desire"                                                                      |
|               | The Hunger                                     | Tony                               | Episodio "I'm Dangerous Tonight"                                                               |
| 1998          | Adventures from the Book of Virtues            | Guillermo (voz)                    | Episodio "Charity"                                                                             |
|               | Circle of Deceit                               | Jeff Silva                         | Película para televisión                                                                       |
| 1999          | L.A. Doctors                                   | Vince Duralde                      | Episodio "The Life Lost in Living"                                                             |
|               | Atomic Train                                   | Noris MacKenzie                    | Película para televisión                                                                       |
| 2000          | A Family in Crisis: The Elian Gonzales Story   | Juan Miguel González               | Película para televisión                                                                       |
|               | Family Law                                     | Sr. Santiago                       | Episodio "Telling Lies, Conclusion"                                                            |
| 2000-2002     | Resurrection Blvd.                             | Paco Corrales                      | 7 episodios                                                                                    |
| 2001-2004     | NYPD Blue                                      | Teniente Tony Rodríguez            | Personaje habitual. 66 episodios Ganador del Premio ALMA a mejor actor en serie de televisión  |
| 2002          | American Family                                | Esteban Gonzalez                   | 8 episodios, nominado a: - Premio Prism - Premio a mejor actor secundario de Imagen Foundation |
|               | George Lopez                                   | Manny Lopez                        | Episodio: "Who's Your Daddy?"                                                                  |
| 2002-2003     | Dora, la exploradora                           | Papi (voz)                         | 5 episodios                                                                                    |
| 2004          | Sudbury                                        | N/a                                | Película para televisión                                                                       |
| 2005          | Heartless                                      | Rick Benes/David Lopez             | Película para televisión                                                                       |
|               | Freddie                                        | Carlos                             | Episodio: "The Courtship of Freddie's Father"                                                  |
|               | Behind the Mask of Zorro                       | Narrador                           | Documental televisivo . Coproductor.                                                           |
| 2006          | Company Town                                   | Ray Dupre                          | Película para televisión                                                                       |
|               | Vanished                                       | Michael Tyner                      | 11 episodios                                                                                   |
|               | Jurukan                                        | Invitado                           | 1 episodio                                                                                     |
| 2007          | The Cure                                       | Jorge                              | Película para televisión                                                                       |
|               | 24: Day 6 Debrief                              | Agente Jorge Ramirez               | 5 episodios, Webserie spin off de 24                                                           |
|               | Burn Notice                                    | Ernie Paseo                        | Episodio: "Broken Rules"                                                                       |
| 2008          | Jericho                                        | Comandante Edward Peck             | 7 episodios, nominado al Premio ALMA                                                           |
| 2009-2010     | Caprica                                        | Joseph Adama                       | Personaje habitual, 18 episodios                                                               |
| 2010          | CSI: Miami                                     | Stephen Madsen                     | Episodio: "All Fall Down"                                                                      |
| 2011          | Los Americans                                  | Leandro "Lee" Valenzuela           | 8 episodios, también productor                                                                 |
|               | Fairly Legal                                   | Fiscal del distrito Aaron Davidson | Episodio: "Bo Me Once"                                                                         |
|               | Seattle Superstorm                             | Tom                                | Película para televisión                                                                       |
|               | 17th Precinct                                  | am Butterfieldi                    | Película para televisión                                                                       |
|               | We Have Your Husband                           | Eduardo Valseca                    | Película para televisión Nominado al Premio Image                                              |
| 2012          | Law & Order: Special Victims Unit              | Jimmy Vasquez                      | Episodio: "Home Invasions"                                                                     |
|               | Hola                                           | Invitado                           | 1 episodio                                                                                     |
| 2013          | Major Crimes                                   | Diaz                               | Episodio: "Jailbait"                                                                           |
|               | Teachers                                       | Manny                              | Película para televisión                                                                       |
|               | Magic City                                     | Carlos "El Tiburon" Ruiz           | 6 episodios                                                                                    |
| 2013-2015     | Mentes criminales                              | Jefe de sección Mateo "Matt" Cruz  | 6 episodios                                                                                    |
| 2014          | Cleaners                                       | Padre Brooks                       | 3 episodios                                                                                    |
| 2015          | The Brink                                      | Presidente Julian Navarro          | Personaje recurrente, 10 episodios                                                             |
|               | From Dusk till Dawn: The Series                | Lord Amancio Malvado               | Personaje principal, 8 episodios                                                               |
|               | Mozart in the Jungle                           | Juan Delgado                       | 2 episodios                                                                                    |
| 2015-2016     | Blue Bloods                                    | Sargento Trey Delgado              | 2 episodios                                                                                    |
| 2016          | L.A. Series                                    | El Mono                            | Película para televisión                                                                       |
|               | Casa Vita                                      | Rodrigo Vita                       | Película para televisión                                                                       |
|               | Hit the Floor                                  | Detective                          | Episodio especial                                                                              |
| 2016-2020     | How to Get Away with Murder                    | Jorge Castillo                     | Personaje recurrente, 11 episodios, serie de ABC                                               |
| 2017          | Chicago P.D.                                   | Jefe de policía Lugo               | 5 episodios                                                                                    |
|               | Mentes criminales: sin fronteras               | Jefe de sección Mateo "Matt" Cruz  | Episodio: «La Huesuda»                                                                         |
|               | Ozark                                          | Camino del Río                     | Personaje habitual, 4 episodios                                                                |
| 2018-presente | NCIS: Los Ángeles                              | Subdirector Louis Ochoa            | Recurrente en la temporada 10                                                                  |
|               | Marte                                          | Roland St. John                    | 4 episodios                                                                                    |
| 2019          | Titanes                                        | Slade Wilson / Deathstroke         | Regular de la segunda temporada, 10 episodios                                                  |
| 2020          | Curb Your Enthusiasm                           | Francisco                          | Invitado, 1 episodio (temporada 10)                                                            |

### Videojuegos
| Año  | Título                    | Papel                  |
| ---- | ------------------------- | ---------------------- |
| 2005 | True Crime: New York City | Capitán Víctor Navarro |